# 세르비아 대공국
세르비아 대공국(세르비아어: Великожупанска Србија 벨리코주판스카 스르비야)은 중세 세르비아의 정치 체제이다.

## 같이 보기
- 중세 세르비아 왕국
- 세르비아 제국
- 세르비아 전제공국